# Luna de porcelana
Luna de porcelana es una película de cine negro de 1994, dirigida por John Bailey y escrita y producida por Roy Carlson.

## Argumento
Rachel Munro (Madeleine Stowe) está casada con un hombre que la trata de forma despótica. Un día conoce a un inspector de la policía, Kyle Bodine (Ed Harris). Ambos se enamoran, pero ella sigue al lado de su marido, hasta que en una noche él la amenaza de tal manera que ella le dispara con una pistola y lo mata. Bodine la ayuda a ocultar las pruebas, pero su compañero, Lamar Dickey (Benicio del Toro), comienza a averiguar lo que ha ocurrido. Por su parte, Bodine se va dando cuenta de que algunas piezas no encajan en el rompecabezas.
- Datos: Q387562